# 后亭惨案

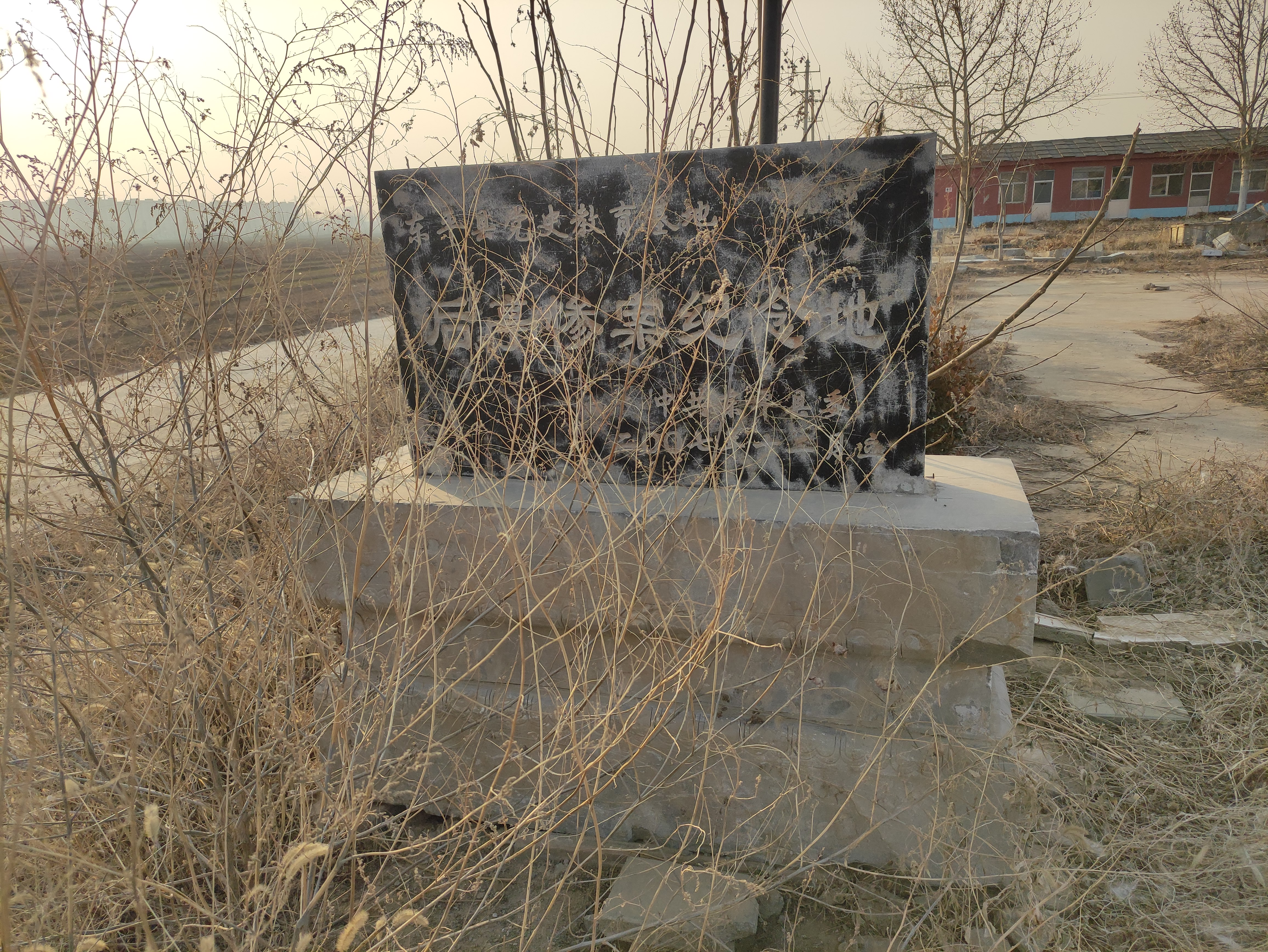
后亭惨案纪念地

后亭惨案是1939年6月8日中国抗日战争期间日军在山东省东平县后亭村制造的一起屠杀事件。据统计，在是次惨案中，共有12名村民被杀，3人重伤，多名妇女被强奸，许多财物被掠走。

## 背景
东平县城于1938年8月17日被日军攻占。同年12月，八路军东进支队进入东平，此后日军不断出城扫荡。在后亭惨案发生前，日军曾在半倒井、大羊、无盐、林马庄等多地制造惨案。

## 过程
1939年6月，八路军山东纵队第六支队一个连队在后亭村一带驻防。8日清晨，突然村西南方向产来了枪声，八路军随即前往后亭村西南的姜村布防。
随后，东平县城和彭集据点的日军和华北治安军300余人在迫击炮和轻重机枪的掩护下向后亭村逼近。八路军进行了反击，但寡不敌众而撤退。八路军亦通知村民撤退。
八路军撤退后，日伪军将后亭村包围。随后日军在村南门进入，村民李文顺、胡来和被打死。从村西进入村内的日军及华北治安军向逃跑的人群射击。胡兴其等五名村民被砍死。胡来路在胡家老林的一口土井中被枪杀，胡来增、胡来俭被炸死。胡兴祥和姜来峰在被村南果树行中被枪杀。胡来清、胡荣银、胡兴诗在事件中受重伤。

## 纪念
2007年12月，后亭惨案纪念地成为东平县党史教育基地。